# Јутан (Небраска)
Јутан (енгл. Yutan) град је у америчкој савезној држави Небраска.

## Демографија
По попису из 2010. године број становника је 1.174, што је 42 (-3,5%) становника мање него 2000. године.
| Група             | 2000.         | 2010.         |
| Белци             | 1.165 (95,8%) | 1.135 (96,7%) |
| Афроамериканци    | 2 (0,2%)      | 10 (0,9%)     |
| Азијати           | 6 (0,5%)      | 1 (0,1%)      |
| Хиспаноамериканци | 14 (1,2%)     | 22 (1,9%)     |
| Укупно            | 1.216         | 1.174         |